# Новильо
Новильо (итал. Noviglio) — коммуна в Италии, в провинции Милан области Ломбардия.
Население составляет 3500 человек, плотность населения составляет 233 чел./км². Занимает площадь 15 км². Почтовый индекс — 20082. Телефонный код — 02.
Покровителями коммуны почитаются святитель Амвросий Медиоланский, празднование 7 декабря, и святой Себастьян.